# Cussy
Cussy – miejscowość i gmina we Francji, w regionie Normandia, w departamencie Calvados.
Według danych na rok 1990 gminę zamieszkiwały 173 osoby, a gęstość zaludnienia wynosiła 74 osoby/km² (wśród 1815 gmin Dolnej Normandii Cussy plasuje się na 713. miejscu pod względem liczby ludności, natomiast pod względem powierzchni na miejscu 1080.).